# Hemipenthes mongolicus
Hemipenthes mongolicus är en tvåvingeart som beskrevs av Zaitzev 1980. Hemipenthes mongolicus ingår i släktet Hemipenthes och familjen svävflugor.
Artens utbredningsområde är Mongoliet. Inga underarter finns listade i Catalogue of Life.